# 荃灣東南
荃灣東南（英語：Tsuen Wan Southeast，代號K2）是香港荃灣區議會下轄的選區，2023年設立，定為雙議席選區。

## 範圍
現時選區包括荃灣的東南部，大河道、沙咀道、大涌道、荃灣路以東一帶，與其接壤的選區有荃灣西北、元朗區議會的元朗鄉郊東選區、大埔區議會的大埔南選區、沙田區議會的沙田西選區以及葵青區議會的青衣、葵涌東、葵涌西選區。
投票站設有十五個，分別位於雅麗珊社區中心、荃灣天主教小學、荃灣聖芳濟中學、天主教石鐘山紀念小學、寶安商會王少清中學、蕙荃體育館、路德會呂明才中學、博愛醫院歷屆總理聯誼會梁省德中學、香港道教聯合會圓玄學院石圍角小學、梨木樹天主教小學、梨木樹社區會堂、河背村村公所。

## 沿革
2023年香港選舉改革將區議會所有單議席選區取消，荃灣區定為兩個雙議席選區，共選出四席民選議員。荃灣東南選區由原有單議席的德華、楊屋道、荃灣南、海濱、祈德尊、綠楊、象石、石圍角、梨木樹西、梨木樹東選區合併而成。
2023年區議會選舉，估算人口有163,980人，選民有89,461人，吸引到四人參選。

## 歷屆議員
| 選區名稱 | 屆別           | 議員   | 政治聯繫 | 政治聯繫 | 議員   | 政治聯繫 | 政治聯繫 |
| -------- | -------------- | ------ | -------- | -------- | ------ | -------- | -------- |
| 荃灣東南 | 2024年－2027年 | 伍俊瑜 |          | 民建聯   | 馮卓森 |          | 公屋聯會 |

## 歷屆選舉結果
| 政党   | 政党     | 候选人            | 票数   | %      | ± |
| ------ | -------- | ----------------- | ------ | ------ | - |
|        | 公屋聯會 | ①. 馮卓森         | 7,563  | 30.19% |   |
|        | 民建聯   | ②. 伍俊瑜（大魚） | 10,453 | 41.73% |   |
|        | 獨立     | ③. 何義強         | 1,647  | 6.57%  |   |
|        | 工聯會   | ④. 夏泳迦         | 5,387  | 21.51% |   |
| 多数票 | 多数票   | 多数票            | 2,890  |        |   |

## 資料來源
1. ↑   (PDF).   [2023年8月23日]. （原始内容 (PDF)存档于2023年10月20日） （繁体中文）.
2. ↑   (PDF).   [2023年11月17日].
3. ↑   (PDF). 選舉管理委員會. 2023-07-11  [2023-08-23]. （原始内容存档 (PDF)于2023-10-15）.
4. ↑   (PDF).   [2023-11-19]. （原始内容存档 (PDF)于2023-11-16）.
5. ↑   (PDF).   [2023-08-23]. （原始内容存档 (PDF)于2023-10-20）.
6. ↑   (PDF).   [2023-11-17]. （原始内容存档 (PDF)于2023-12-11）.